# KBS 5시 뉴스 (오전)
《KBS 5시 뉴스》(KBS 5 NEWS)는 대한민국 KBS 1TV에서 월요일 ~ 토요일 새벽 5시에 방송되었던 한국방송공사의 새벽시간대 단신뉴스 프로그램이었다.

## 기획 의도 / 개요
- 2012년 10월 8일 가을 개편으로 24시간 종일방송 개시에 따라 신설되었다.

## 방송 시간
- 해당 편성 시간대의 KBS 1TV 편성표 참조했음
- 긴급·특집 뉴스가 방송될 경우 KBS 뉴스특보로 방송·편성되었다.

| 방송 채널 | 방송 기간                         | 방송 시간                                                                  | 비고 |
| --------- | --------------------------------- | -------------------------------------------------------------------------- | ---- |
| KBS 1TV   | 2012년 10월 8일 ~ 2013년 8월 16일 | 평일 새벽 5시 ~ 5시 10분 (10분)                                            |      |
| KBS 1TV   | 2013년 8월 19일 ~ 2015년 7월 26일 | 매일 새벽 5시 ~ 5시 10분 (10분)                                            |      |
| KBS 1TV   | 2017년 5월 29일 ~ 2017년 9월 1일  | 매일 새벽 5시 ~ 5시 10분 (10분)                                            |      |
| KBS 1TV   | 2015년 7월 27일 ~ 2017년 5월 28일 | 월요일 ~ 토요일 새벽 5시 ~ 5시 10분 (10분) 일요일 새벽 5시 ~ 5시 5분 (5분) |      |
| KBS 1TV   | 2018년 2월 6일 ~ 2018년 9월 8일   | 월요일 ~ 토요일 새벽 5시 ~ 5시 10분 (10분)                                 |      |

## 앵커

### 역대 앵커

#### 평일
| 역대 (대수) | 진행자                | 진행 기간                          | 비고        |
| ----------- | --------------------- | ---------------------------------- | ----------- |
| 1대         | 이상호(29기) 아나운서 | 2012년 10월 8일 ~ 2013년 4월 5일   |             |
| 2대         | 조충현 前 아나운서    | 2013년 4월 8일 ~ 2013년 12월 20일  |             |
| 3대         | 한상헌 아나운서       | 2013년 12월 23일 ~ 2014년 7월 4일  |             |
| 4대         | 조항리(39기) 아나운서 | 2014년 7월 7일 ~ 2014년 7월 18일   |             |
| 5대         | 강승화 아나운서       | 2014년 7월 21일 ~ 2014년 12월 31일 |             |
| 6대         | 조항리(39기)아나운서  | 2015년 1월 1일 ~ 2015년 6월 19일   | [ 1 ]       |
| 7대         | 이재성(42기) 아나운서 | 2015년 6월 22일 ~ 2015년 11월 13일 |             |
| 8대         | 김선근 前 아나운서    | 2015년 11월 16일 ~ 2017년 3월 10일 |             |
| 9대         | 이재성(42기) 아나운서 | 2017년 3월 13일 ~ 2017년 9월 1일   | [ 3 ] [ 4 ] |
| 10대        | 김선근 前 아나운서    | 2018년 2월 6일 ~ 2018년 2월 23일   | [ 5 ]       |
| 11대        | 이재성(42기) 아나운서 | 2018년 2월 26일 ~ 2018년 3월 23일  | [ 6 ]       |
| 12대        | 김종현(43기) 아나운서 | 2018년 3월 26일 ~ 2018년 9월 7일   | [ 7 ]       |

#### 토요일
주로 토요일 KBS 뉴스광장의 남성 앵커가 진행했다.
| 역대 (대수) | 진행자                                 | 진행 기간                         | 비고   |
| ----------- | -------------------------------------- | --------------------------------- | ------ |
| 1대         | 김은성(24기) 아나운서실 한국어연구부장 | 2013년 8월 24일 ~ 2014년 4월 5일  | [ 8 ]  |
| 2대         | 이규봉 아나운서실 아나운서1부장        | 2014년 4월 12일 ~ 2015년 9월 26일 | [ 9 ]  |
| 3대         | 김재홍(31기) 아나운서                  | 2015년 10월 3일 ~ 2016년 9월 24일 |        |
| 4대         | 이영호(28기) 아나운서                  | 2016년 10월 1일 ~ 2018년 4월 21일 | [ 11 ] |
| 5대         | 김재홍(31기) 아나운서                  | 2018년 4월 28일 ~ 2018년 9월 8일  | [ 12 ] |

#### 일요일
주로 일요일 KBS 뉴스 (600), KBS 뉴스 (800)의 앵커가 진행했다.
| 역대 (대수) | 진행자                               | 진행 기간                          | 비고   |
| ----------- | ------------------------------------ | ---------------------------------- | ------ |
| 1대         | 오승원 아나운서                      | 2013년 8월 25일 ~ 2013년 12월 22일 |        |
| 2대         | 이슬기(38기) 아나운서                | 2013년 12월 29일 ~ 2014년 1월 5일  |        |
| 3대         | 김민정(38기) 前 아나운서             | 2014년 1월 12일 ~ 2014년 7월 6일   |        |
| 4대         | 김지원(39기) 前 아나운서             | 2014년 7월 13일 ~ 2014년 12월 28일 |        |
| 5대         | 이창진 아나운서                      | 2015년 1월 4일 ~ 2016년 7월 31일   |        |
| 6대         | 장수연 아나운서                      | 2016년 8월 7일 ~ 2017년 5월 28일   |        |
| 7대         | 장웅(26기) 아나운서실 한국어연구부장 | 2017년 6월 4일 ~ 2017년 9월 3일    | [ 14 ] |

## 타이틀 변천사
| 역대 (기수) | 타이틀       | 방송 시간                        |
| ----------- | ------------ | -------------------------------- |
| 1기         | KBS 5시 뉴스 | 2012년 10월 8일 ~ 2018년 9월 8일 |

## 같이 보기
- KBS 뉴스광장
- KBS 뉴스 5 (오후 시간대)

## 경쟁 프로그램
- 뉴스출발 (YTN)
- 뉴스오늘 (연합뉴스TV)